# Enrico De Pedis
Enrico De Pedis (pronunciat en italià: [enˈriːko de peˈdis] ; Roma, Itàlia, 15 de maig de 1954 - 2 de febrer de 1990) va ser un gàngster italià i un dels caps de la Banda della Magliana, una organització criminal italiana amb seu a la ciutat de Roma, especialment activa al llarg de finals de la dècada de 1970 i fins a principis dels noranta. El seu sobrenom era "Renatino". A diferència d'altres membres de la seva banda, De Pedis posseïa un fort esperit emprenedor. Mentre que altres membres malgastaven els seus ingressos, ell invertia els seus ingressos il·lícits en empreses constructores, restaurants, botigues, etc.
Juntament amb molts dels crims comesos per la seva banda, a De Pedis també se l'ha relacionat amb la desaparició d'Emanuela Orlandi, el cas de la qual s'ha relacionat amb l'intent d'assassinat del papa Joan Pau II. El 2 de febrer de 1990, De Pedis va patir una emboscada i fou assassinat pels seus antics col·legues a la Via del Pellegrino prop de Campo de' Fiori. Va ser enterrat a la basílica de Sant'Apol·linare de Roma.
El 2009, la fiscalia de Roma va investigar per què De Pedis va ser enterrat a una basílica de propietat del Vaticà. Segons declaracions el 2011 de l'antic membre de la Banda della Magliana Antonio Mancini, això va ser una recompensa per a De Pedis pel seu paper a l'hora de persuadir altres membres perquè s'aturessin les accions violentes (inclòs el segrest d'Orlandi) que la banda estava fent contra el Vaticà per forçar la restitució de grans quantitats de diners que havien prestat al Banc Vaticà a través del Banco Ambrosiano de Roberto Calvi .
El maig de 2012 es va obrir la tomba i es van retirar els ossos com a part de la investigació sobre la desaparició d'Orlandi. El juny de 2012, el cadàver de De Pedis va ser finalment retirat de l'església, cremat i les cendres es van dissoldre al mar.